# Melissa Moore
Melissa Moore, född 7 juni 1968, är en friidrottare från Australien. Hon deltog vid olympiska sommarspelen 1992.